# Xylethrus superbus
Xylethrus superbus là một loài nhện trong họ Araneidae.
Loài này thuộc chi Xylethrus. Xylethrus superbus được Eugène Simon miêu tả năm 1895.